# イブニングネットワーク東海
『イブニングネットワーク東海』は、1988年4月4日から1991年8月2日までNHK名古屋放送局で放送されていたローカルワイドニュース番組である。『イブニングネットワーク』の東海3県版である。

## 概要
番組コンセプトは「6時が変わる　時代が変わる」。NHKの東海3県における夕方の地域ニュースはこれまでは名古屋、津、岐阜の各放送局で別々に放送していたが、本番組は東海3県向けに放送した。前例にとらわれない大胆な編集をすることがこの番組の方針であったため、話題性のあるニュースから放送に入り、さらに全国ニュースも取り込むことにした。番組が開始した1988年はNHK名古屋放送局と中国の南京電視台と放送協力の覚書に調印したこともあり、「南京リポート」など南京からの情報も放送した。
主にオープニングにおいて、東海3県を模した3つの菱形を基調とする番組オリジナルのマークをタイトルと同時に表示していた。
1991年度は土曜日にも拡大し、東海・北陸地方向け地域情報番組『中部ナウ』を当番組に内包した。土曜版は平日が「ニュースウェーブNHK東海」になってからも続いていた。

## 出演者
| 期間         | 期間          | キャスター       | キャスター |
| ------------ | ------------- | ---------------- | ---------- |
| 1988年4月4日 | 1988年5月     | 岩井正・中野淳子 |            |
| 1988年6月    | 1990年3月30日 | 伊藤博英         |            |
| 1990年4月2日 | 1991年8月     | 柿沼郭           |            |